# .sn
.sn és el domini de primer nivell territorial (ccTLD) del Senegal.
Hi ha els següents dominis de segon nivell per registrar-hi noms de tercer nivell:
- art.sn
- com.sn
- edu.sn
- gouv.sn
- org.sn
- perso.sn
- univ.sn